# Cody Kunyk
Cody Kunyk (* 20. Mai 1990 in Sherwood Park, Alberta) ist ein kanadischer Eishockeyspieler, der seit Juli 2024 bei den Augsburger Panthern aus der Deutschen Eishockey Liga (DEL) unter Vertrag steht und dort auf der Position des Centers spielt. Zuvor war Kunyk, der in der DEL bereits für die Löwen Frankfurt aufgelaufen ist, hauptsächlich in der finnischen Liiga aktiv, wo er annähernd 300 Partien für Saimaan Pallo, Hämeenlinnan Pallokerho und Oulun Kärpät absolvierte.

## Karriere
Kunyk begann seine Eishockeykarriere mit 13 Jahren im Eishockeyclub seiner Heimatstadt Sherwood Park in der Provinz Alberta. Dort spielte er insgesamt sieben Jahre in den jeweilig zu seinem Alter passenden Mannschaften – unter anderem für die Sherwood Park Crusaders in der Alberta Junior Hockey League (AJHL).
Von 2010 bis 2014 stand Kunyk für das Eishockeyteam der University of Alaska Fairbanks in der Central Collegiate Hockey Association (CCHA) und Western Collegiate Hockey Association (WCHA) – beides Divisionen im Spielbetrieb der National Collegiate Athletic Association (NCAA) – auf dem Eis. In seinem letzten Jahr wurde Kunyk zum Spieler des Jahres in der WCHA gewählt. Des Weiteren absolvierte Kunyk nach Beendigung seines Studiums zum Ende der Saison 2013/14 ein Spiel für die Tampa Bay Lightning in der National Hockey League (NHL), die den ungedrafteten Free Agent im März 2014 für ein Jahr unter Vertrag genommen hatten. In der Saison 2014/15 feierte Kunyk schließlich sein Debüt in der American Hockey League (AHL). Dort lief er für Tampas Farmteam Syracuse Crunch auf und erreichte 26 Scorerpunkte in 71 Einsätzen.
Im folgenden Jahr wechselte Kunyk zu den Grizzlys Wolfsburg aus der Deutschen Eishockey Liga. Nach vier absolvierten Spielen in der Vorbereitung zog der Verein jedoch eine Ausstiegsklausel im Vertrag, da der Kanadier die Erwartungen nicht erfüllen konnte. Später unterschrieb er daher einen Vertrag bei den Gentofte Stars aus der dänischen Metal Ligaen, wo er zum Mannschaftskapitän ernannt wurde.
Im Sommer 2016 kehrte der Stürmer auf den nordamerikanischen Kontinent zurück und absolvierte die Saison 2016/17 erneut in der AHL bei den Utica Comets. Zur Saison 2017/18 wechselte Kunyk abermals in die DEL zu den Straubing Tigers. Kurz vor Saisonbeginn wurde jedoch bekannt gegeben, dass Kunyk die Tigers aus rein privaten Gründen wieder verlässt. Stattdessen verbrachte er die folgenden vier Spielzeiten in Finnland, wo er für Saimaan Pallo, Hämeenlinnan Pallokerho und Oulun Kärpät auflief. Zur Saison 2021/22 schloss er sich dem kasachischen Klub Barys Nur-Sultan aus der Kontinentalen Hockey-Liga (KHL) an, kehrte aber ein Jahr später bereits wieder nach Oulu zurück. Im Juni 2023 wechselte der Kanadier bereits zum dritten Mal in der Sommerpause in die DEL, wo er sich diesmal für ein Jahr den Löwen Frankfurt anschloss. Danach zog es ihn im Mai 2024 zum Ligakonkurrenten Augsburger Panther.

### International
Im Juniorenbereich nahm Kunyk mit der Auswahl Canada West an der World Junior A Challenge 2009 teil. In fünf Turniereinsätzen sammelte der Stürmer dabei zehn Scorerpunkte und hatte damit als Topscorer sowie bester Torschütze des Turniers maßgeblichen Anteil am Gewinn der Silbermedaille.

## Erfolge und Auszeichnungen
| - 2010 AJHL North All-Star Team - 2010 AJHL Most Valuable Player - 2012 CCHA Second All-Star Team | - 2014 WCHA Player of the Year - 2014 WCHA First All-Star Team - 2014 NCAA Second All-American Team |

### International
- 2009 Silbermedaille bei der World Junior A Challenge
- 2009 Topscorer der World Junior A Challenge
- 2009 Bester Torschütze der World Junior A Challenge (gemeinsam mit Shane Berschbach)

## Karrierestatistik
Stand: Ende der Saison 2024/25

### International
Vertrat Kanada bei:
- World Junior A Challenge 2009

(Legende zur Spielerstatistik: Sp oder GP = absolvierte Spiele; T oder G = erzielte Tore; V oder A = erzielte Assists; Pkt oder Pts = erzielte Scorerpunkte; SM oder PIM = erhaltene Strafminuten; +/− = Plus/Minus-Bilanz; PP = erzielte Überzahltore; SH = erzielte Unterzahltore; GW = erzielte Siegtore; 1 Play-downs/Relegation; Kursiv: Statistik nicht vollständig)